# Palazzo Giacomo Patrone Lomellini

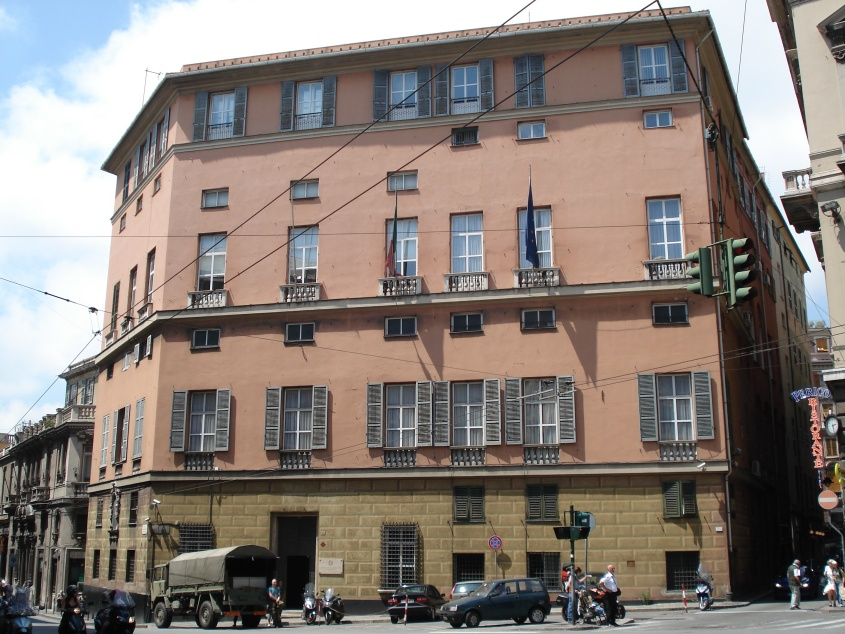
Straßenansicht

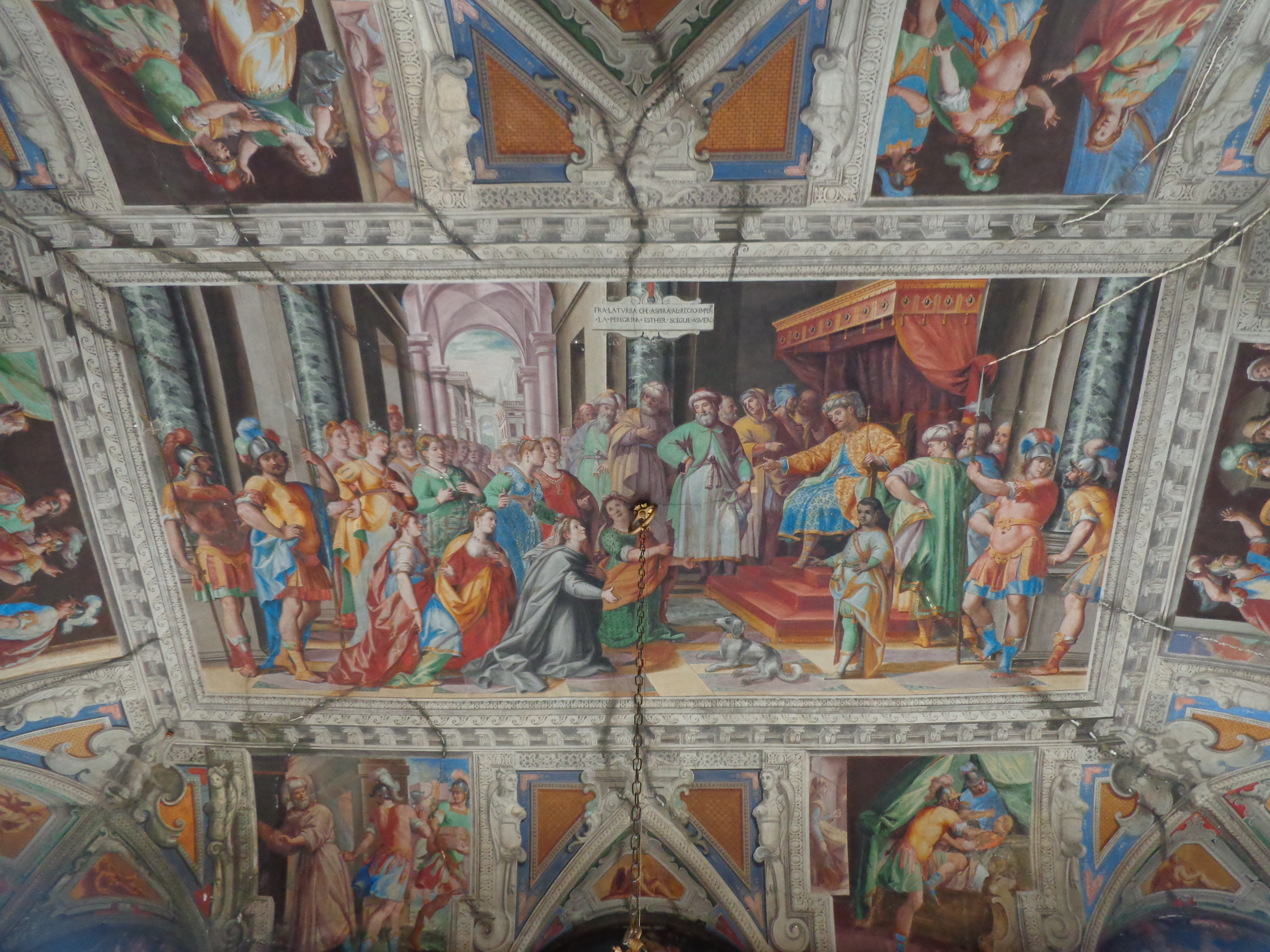
Ester vor König Ahasverus

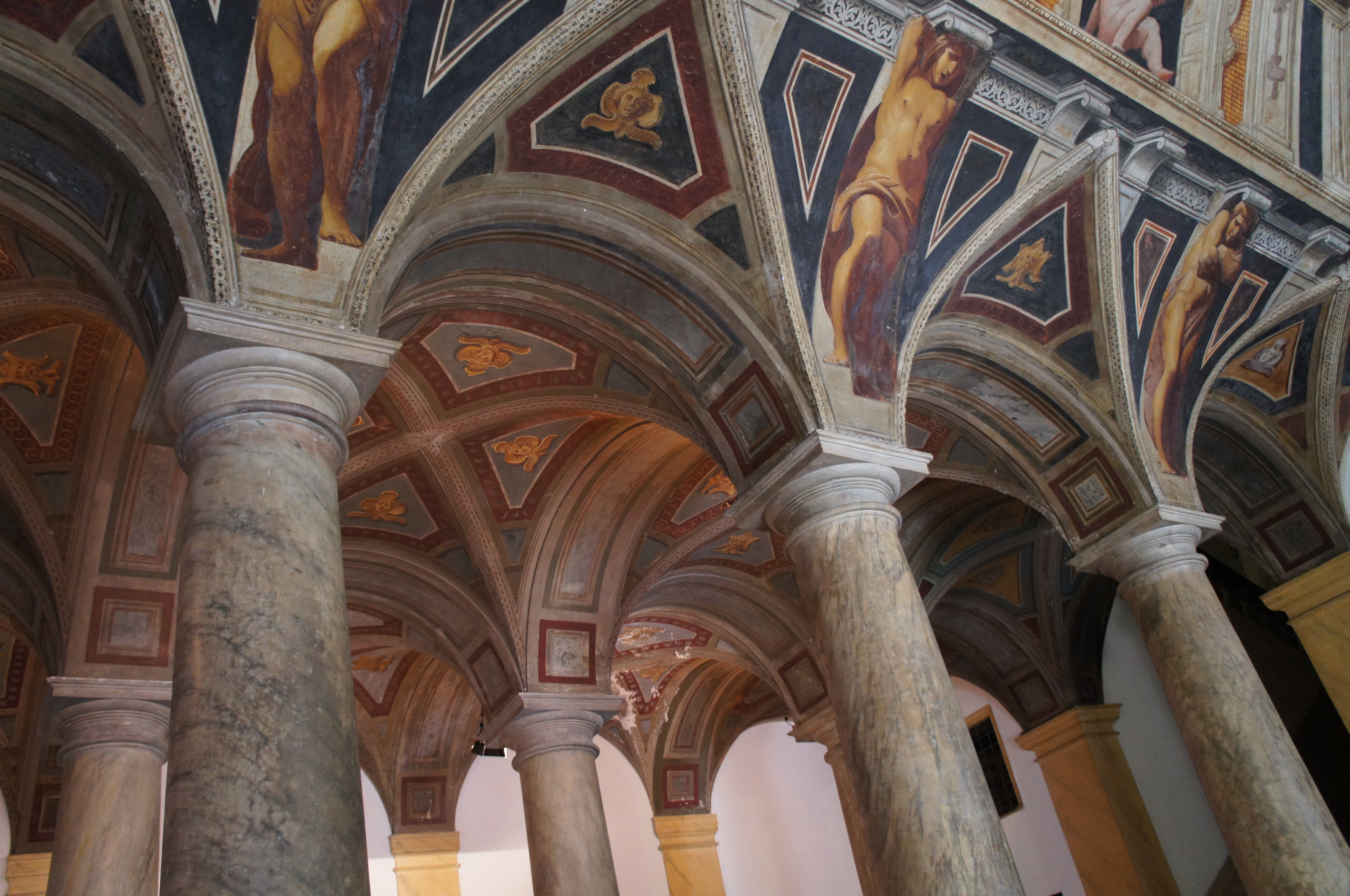

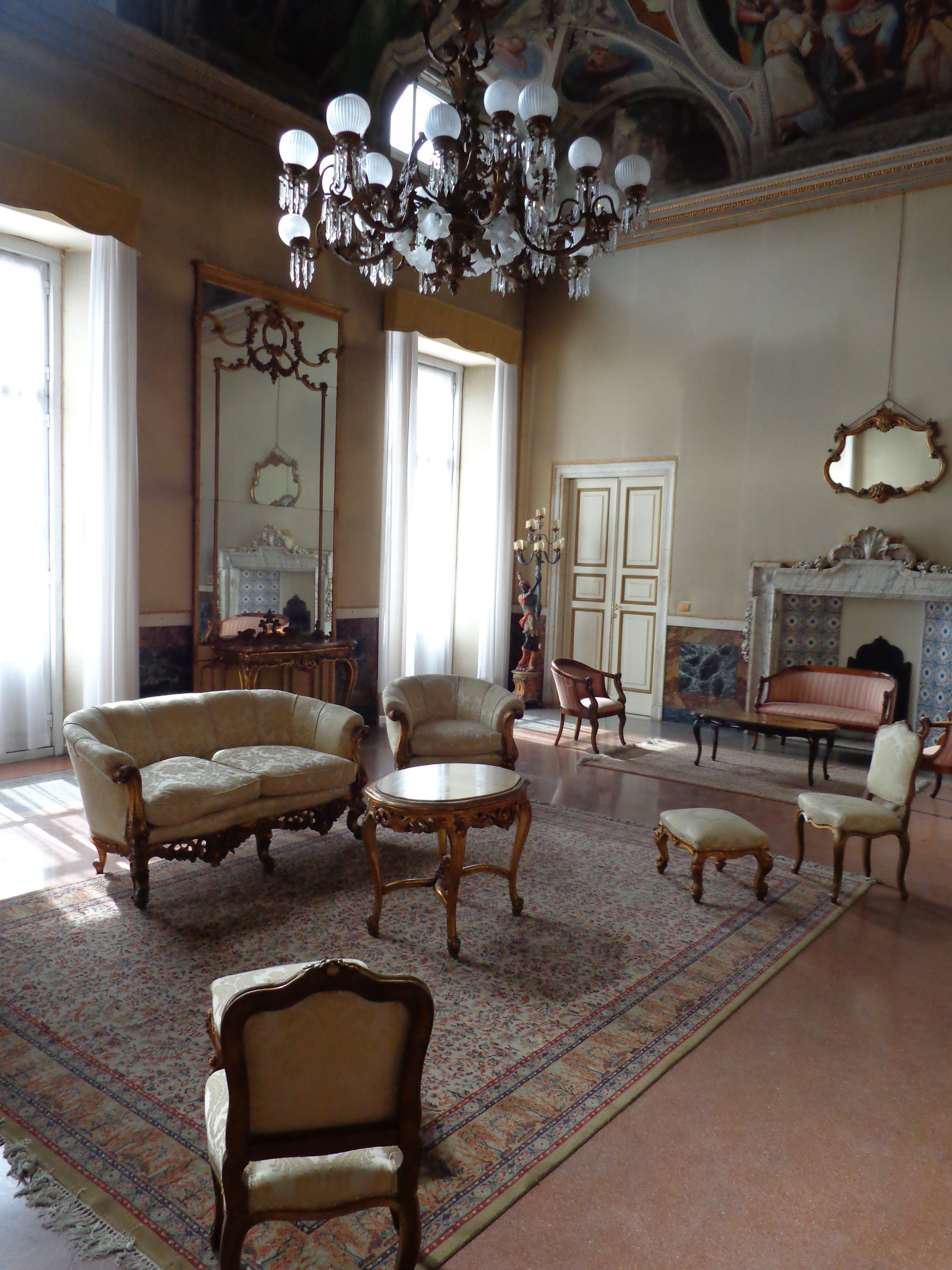

Der Palazzo Giacomo Patrone Lomellini ist ein Stadtpalast in Genua, der Teil des Welterbes der UNESCO „Genoa: Le Strade Nuove and the system of the Palazzi dei Rolli“ (deutsch: Genua: Le Strade Nuove und die Palazzi dei Rolli) ist. Das Gebäude liegt in der Largo Zecca 2.

## Geschichte
Das Gebäude entstand aus zwei Häusern, von denen mindestens eines schon 1566 dem Vater des Bauherren, Giacomo Lomellini, gehört hatte und über die wenig bekannt ist. Der grundlegende Umbau zu einem Stadtpalast fand 1619 bis 1623 statt. Giacomo Lomellini war von 1625 bis 1627 Doge der Republik Genua. Unter seiner Führung wurde ein Angriff des Herzogs Karl Emanuel I. von Savoyen auf Genua zurückgeschlagen.
Als einer der Palazzi dei Rolli war er in den Rolli von 1588 bis 1664 eingetragen. Nach deren Klassifizierung, den „bussoli“, zählte er zunächst zur Klasse drei, ab 1614 zur Klasse eins und 1664 zur Klasse zwei (zu den Einzelheiten dieser Eintragungen vergleiche hier). Das Gebäude ist auch in dem Werk von Peter Paul Rubens von 1622 über die Genueser Stadtpaläste dokumentiert.
Um 1855 wurde der Palazzo von der Familie Lomellini an die Familie Patrone verkauft. Diese wiederum veräußerte das Gebäude 1897 an die Stadt Genua, weil diese die Largo della Zecca begradigen wollte. Dazu wurde die südliche Gebäudeecke diagonal abgeschnitten, was die Fassade heute völlig asymmetrisch erscheinen lässt. 1921 wurde das Gebäude mit dem Palazzo in der Via St. Agnes 1 vereinigt und erhielt damals sein heutiges Aussehen. 1923 wurden zwei Säulen in den kleinen Innenhof gestellt und dieser eingewölbt. Von 1928 bis 1943 diente der Palast als örtliche Dienststelle der Faschisten. Heute beherbergt es das Militärkommando der italienischen Armee in Ligurien.

## Gebäude
Das Gebäude hat keine große Tiefe, so dass es einen recht schlichten Grundriss und nur eine geringe Zahl an Räumen ausweist. So besaß der Innenhof nur an drei Seiten Arkaden, während er seine Rückwand schon mit dem Nachbargebäude teilte. An der Rückwand war ursprünglich in einer kleinen Nische ein Nymphäum eingebaut. 1923 wurde der Innenhof eingewölbt und mit Fresken ausgemalt, die Grotesken zeigen.
Der Maler Domenico Fiasella erhielt kurz nach 1623 den Auftrag, die Innenräume auszuschmücken, was später Giovanni Carlone und sein jüngerer Bruder Giovanni Battista Carlone fortsetzten. Die ausgeführten Szenen erzählen die Geschichte der biblischen Heldin Ester, die mit Zähigkeit und Mut ihr Volk befreite – was als Parallele zum Sieg des Dogen Giacomo Lomellini über Herzog Karl Emanuel I. von Savoyen gelesen werden konnte. Der Freskenzyklus entfaltet sich in einer Reihe von Räumen: im Gewölbe des Atriums beginnt er mit dem Fall Jerusalems, setzt sich im Piano nobile mit dem Bankett des Ahasverus fort und im zweiten Stock mit der Wahl Esthers durch Ahasverus.

## Bei Rubens
|  |  |  |